# Макук (Илиноис)
Макук (енгл. McCook) град је у америчкој савезној држави Илиноис.

## Демографија
По попису из 2010. године број становника је 228, што је 26 (-10,2%) становника мање него 2000. године.
| Група             | 2000.       | 2010.       |
| Белци             | 229 (90,2%) | 161 (70,6%) |
| Афроамериканци    | 0 (0,0%)    | 0 (0,0%)    |
| Азијати           | 0 (0,0%)    | 0 (0,0%)    |
| Хиспаноамериканци | 20 (7,9%)   | 65 (28,5%)  |
| Укупно            | 254         | 228         |